# スター・ウォーズ 出撃! ローグ中隊
『スター・ウォーズ 出撃! ローグ中隊』（スターウォーズ しゅつげき ローグちゅうたい）は、任天堂から発売されたシューティングゲームであり、『スター・ウォーズ ローグ スクワドロン3D』というタイトルでエレクトロニック・アーツ・スクウェア（現エレクトロニック・アーツ）からも発売されている。原題は『Star Wars: Rogue Squadron』。

## 概要
プレイヤーは、主人公ルーク・スカイウォーカーの搭乗する各種戦闘機を操作し、仲間であるローグ中隊と共に作戦をこなしていく。作戦の内容は、敵を全滅させるなどの単純なものから指定されたものだけを破壊するなどの複雑なものまであり、その作戦に応じた戦法を取ることが重要となる。作戦終了時の「スタートから終了まで掛かった時間」「敵撃墜数」「撃墜された味方」などのステータスによって、「ゴールド」「シルバー」「ブロンズ」のメダルを各ミッションごとに入手でき、その数によっては隠しステージをプレイしたり隠し機体を使用することができる。各ステージにはボーナスアイテムが落ちていることがあり、それを入手した状態でステージをクリアすると、そのステージで入手したボーナスアイテムに対応した機体のサブウェポンが強化される（一部例外あり）。
『出撃! ローグ中隊』は任天堂により日本向けにローカライズされているが、日本語字幕・英語音声となっている。『ローグ スクワドロン3D』はゲーム内は全て英語のままとなっており、日本語のマニュアルが付属されている。
続編として『スター・ウォーズ ローグ スコードロン II』と『III』が発売されている。

## ストーリー
『エピソード4/新たなる希望』と『エピソード5/帝国の逆襲』の間の話となっている。反乱同盟軍の精鋭飛行部隊ローグ中隊を率いて、帝国軍を相手に活躍を繰り広げる。

## 登場機体
すべての機体にはブラスターが装備されているほか、各機体ごとにサブウェポンが装備されている。また、R2ユニットを搭載している機体は徐々に機体のライフが回復していくが、ダメージを受けすぎるとR2ユニットが破壊されてしまい、回復機能が無くなる。表記してあるサブウェポンはゲーム開始時点で搭載されているもの。

### 通常機体
X-ウィング
同盟軍の主力戦闘機で可変翼による加減速ができる。加速の為に翼を閉じているときはブラスターは発射できない。ブラスター砲は4門あり、サブウェポンはプロトン魚雷6発。R2ユニット搭載機体。攻撃、防御、スピードのすべてがバランスの取れている扱いやすい機体。
A-ウイング
同盟軍の高速戦闘機。ヒットアンドアウェイ戦法を得意とする。最高速度も速いが防御力が低い。サブウェポンは振動ミサイルが8発。
Y-ウィング
同盟軍の旧型戦闘機。旧型で飛行速度とブラスターの連射速度が遅いが防御力が高く、敵の動きを止めるイオンキャノンを撃てる。サブウェポンはプロトン爆弾（N64版の翻訳字幕では「爆弾」と記載）が20発。R2ユニット搭載機体。プロトン爆弾は建造物を1発で破壊できるほど威力が高いが自機にも当たり判定がある為、低空で使うと自爆するリスクもある。
V-ウィング（スピンオフコミックス『ダークエンパイア』に登場した機体）
新共和国の戦闘機。本来は最終ステージの“モン・カラマリの戦い”(10ABY)にのみ登場。登場後は他のステージでも使用可能。ブラスターは通常モードと連射モードに切り替えられるが、どちらのモードでも打ち続けると砲口が焼ききれてしまい、しばらくブラスターが撃てなくなる。また、加速ブースターを装備しており、使用するとかなりの速さで飛べるが、再使用できるまでには時間が掛かる。サブウェポンはクラスターミサイルが6発。
スピーダー（スノースピーダー）
同盟軍のエアスピーダーで、主にAT-AT対策として投入される。サブウェポンはトゥ・ケーブル（使用回数制限なし）。
V-ウィングとスノースピーダーは、本来大気圏内のみで使用される「エアスピーダー」という機種であるためか、スピンと宙返りが出来ないほか、最高高度が他の機体より低く設定されている。地面よりある程度浮く為、急斜面に突っ込むなどしない限りは地面に衝突しないようになっている。

### 隠し機体
隠し機体のサブウェポンは、ボーナスアイテム入手による強化に関わらず、使用可能当初から最高グレードの物が搭載されている。
ナブーN1スターファイター
本作と同時期に公開された『スター・ウォーズ エピソード1/ファントム・メナス』で登場する、惑星ナブーの宇宙戦闘機。X-ウィングなどよりも1世代前の戦闘機だが、最高速度と加速性能が非常に優れており、ブラスターの連射も早い高性能機体。R2ユニット搭載機体。サブウェポンはシーカー・プロトン魚雷が10発。
ミレニアム・ファルコン
ハン・ソロの所有する貨物船。最高速度は速いが機体が大型で、旋回能力があまりよくない。その代わりブラスターの威力が高く、ある程度敵を自動でロックオンする。サブウェポンはシーカー・プロトン魚雷が15発。R2ユニットを搭載していないが、時間経過によるライフ回復が行われる。
この機体を使用中にダメージを受けるとルークが「チューイに怒られる…」と発言する。
TIEインターセプター
帝国軍の新型迎撃機で、ブラスター砲を4門持つ。これに乗ったからと言って敵機が攻撃してこなくなることはない。シールド性能が低く、サブウェポンも所持していない。
キャデラック
特定の条件を満たすと、V-ウィングのグラフィックがキャデラックの外観に変化した物が使用可能になる。ただし性能は元のV-ウィングそのままで、機体選択の字幕も「V-WING」のままである。
T-16スカイホッパー
隠しステージのみで使用できる機体。ブラスターは撃てるがサブウェポンは装備していない。「エアスピーダー」の一種だが、スピン・宙返りが可能。

### 同盟軍機
ノナ号
「探索」に登場。ステージ開始時点でいきなり墜落しており、中に同盟軍の人員や情報が残されたままになっている。
ラムダ級シャトル
各ステージに登場。元は帝国軍が使っている機体で鹵獲して使用している。登場するたびにこのシャトルを防衛する任務になり、破壊されると任務失敗になる。
センチネル級シャトル
「捕虜収容所」にのみ登場。クリックス・メイディーンの部隊が搭乗し、捕虜の救助を行っている。
ホバートレイン
「封鎖」に登場。市街地に物資を輸送しており、この列車が破壊されたら街が陥落してしまうため、これを防衛することになる。
この他に全ステージ共通で、デフォルト機体などを使用した同盟軍機が登場する。

### 帝国軍機
TIEファイター
帝国軍の主力戦闘機だが、あまり登場せず中盤に多少登場する。
TIEボマー
帝国軍の爆撃機。正面にいると一応ブラスターを撃つがあまり当たらない。ただし、爆撃能力が高い。味方の防衛目標を爆撃する場面が多く優先して撃墜する必要がある。
TIEインターセプター
帝国軍の新型迎撃機。TIEファイターより高速で4門のブラスター砲を持つ。新型機のため、生産数は少ないはずだが序盤から終盤にかけて多数登場する。一定のルートを周回する機体と特定のポイントでこちらを迎撃に来る機体がいる。
TIE/D自動型戦闘機（V-ウイングと同時代の戦闘機）
ワールド・デヴァステーターによって生産される無人戦闘機。最後のステージにのみ登場する。とても小回りのきく戦闘機のため、ブラスターで撃ち落すのは困難。
帝国軍プローブドロイド（探査ドロイド）
映画作品「帝国の逆襲」に登場した探査ドロイド。大抵ブラスター一発で破壊できる。
AT-AT
大型4足歩行ウォーカー。一応ブラスターでも破壊できるがかなりの時間が掛かってしまうため、スピーダーのケーブルを使用して足を絡めて転倒させるのがセオリーとなる。なお、転倒させただけで倒したことになるが、残骸を破壊することもでき、その時は耐久力が格段に低い。また、ステージによっては転倒させるとすぐに爆散する。
AT-PT
3連装ブラスターを持つ2足歩行ウォーカー。同じ2足歩行ウォーカーのAT-STとは全く違う外見をしている。歩行性能が高く傾斜45度の坂も上ることができる。全ウォーカーの中で一番足が早いが、その分防御力が低い。
AT-ST
2足歩行ウォーカー。ステージによって耐久力に多少の差があるが、基本的に頑丈で、ブラスターの命中精度も高い。
タンクドロイド
ブラスターを1門搭載した無限軌道のタンク。主に味方の防衛目標攻撃のため、登場する。
ターボ・レーザー
帝国軍のあらゆる施設、戦艦に設置されているレーザー砲台。ステージによっては大型のものが登場する。小型のものはあまり耐久力がない。
ミサイル砲台
誘導ミサイルを撃ってくる砲台。ミサイルの威力が高い上に追尾式。発射音が独特な音なので狙われているかどうかが分かりやすい。ミサイルは小さくて狙いにくいが一応ブラスターで撃墜することも可能。あまり耐久力は無く大型のものも登場しない。
ラムダ級シャトル
映画作品にも登場した輸送用シャトル。耐久力は低く、攻撃もしてこない（威嚇程度にブラスターを撃つ場面もある）。
センチネル級シャトル
動力の3分の2を防御シールドに使用しているラムダ級シャトルよりも大型で耐久力の高い機体で、「探索」と「復讐」のみの登場。「探索」の時は何をしても破壊できない。「復讐」の時はボスとして登場。ブラスターと誘導ミサイルで攻撃してくる。
ホバートレイン
「救出」に登場。同盟軍側の車両と違って、武装されている車両が追加されている。捕虜となったウェッジが乗っているため、破壊してしまうと任務失敗になる。
ワールド・デヴァステーター
レジェンズに登場した新たな惑星破壊兵器。決戦（惑星カラマリ）に3機登場。見た目は黒い高層ビルのようで、4本の円筒形の足に搭載されたリパルサーリフトで空中に浮遊している。強力なトラクタービームを備えており、惑星の表面を文字通り引き裂いて、燃料や機体内にある工場で資源として利用している。レーザー砲台とミサイル砲台を装備しているが、とても小型のため追尾式ミサイルでなければ狙いにくい。上部に貯水タンクのような形をしたシールドジェネレーターがあり、これを破壊しなければダメージを与えられない。ジェネレーターを破壊した後に、足を破壊するとバランスを崩して移動できなくなり、これで倒したことになる。通常、足は2本破壊すればいいのだが、対角線上の2本を破壊してもバランスを崩さず撃破できない。足を破壊すると砲台も全滅する。
ウェイブ・スキマー
水面を高速移動できるように設計された攻撃艇。基本構造はAT-ATと同じらしい。決戦（惑星カラマリ）に登場する。
その他多数。

## 登場人物

### 反乱同盟軍
ルーク・スカイウォーカー
スターウォーズ旧三部作の主人公。ローグ中隊のリーダーであり、本作でもメインのプレイヤーキャラを担当する。
ウェッジ・アンティリーズ
惑星コレリア出身のエースパイロット。登場人物中唯一の全ステージ皆勤賞。
ダク・ラルター
惑星カリストIV出身の若手パイロット。後のホスの戦いで、ルークの操縦するスノースピーダーの砲手を担当するが戦死する人物。
ウェス・ジャンソン
惑星ターナブ出身。射撃技術に秀でたパイロットで、ホスの戦いでは、ウェッジの砲手を担当。
デレク “ホビー” クリヴィアン
惑星ラルティア出身。かつて帝国軍アカデミーに所属しており、ビッグズ・ダークライターと同時に反乱軍へ参加した。
ゼヴ・セネスカ
ケスティック・ステーションという宇宙ステーションの生まれ。ローグ中隊の最年長パイロット。後のホスの戦いで戦死。
ケイサン・モア
ローグ中隊唯一の女性パイロット。惑星オルデラン出身。元々は帝国軍人だったが、惑星ジェラード5での作戦をきっかけに反乱軍へ亡命。
クリックス・メイディン将軍
元帝国軍人。惑星コレリアでの作戦で反乱軍に亡命。映画版エピソードVIでエンドアの戦いの前にブリーフィングをしていた将軍である。
カーリスト・ライカン将軍
本作でローグ中隊の指揮を執る人物。後のホスの戦いにも指揮官として参加している。
- チューバッカ
- ハン・ソロ
- 隊員E
- 隊員F
- 隊員G
- 隊員L

### 帝国軍
モフ・コール・シールドン
帝国軍の将軍。第3章のタロロアンでの作戦で、名前だけケイサン・モアから語られ、その次の惑星フェストでの作戦で本人が登場。しかし通信でこちらと会話するだけであり、実際に戦うのは惑星タイフェラでの決着の時のみ。ケイサンによれば「非道さで悪名高い人物」とのこと。
ストームトルーパー
帝国軍の機動歩兵。いくつかのステージに登場し、近くを飛ぶとブラスターで攻撃してくる。小さいため攻撃すれば1発で倒せる。
ダース・ベイダーなど、その他の帝国軍人は登場しない。

## 登場ステージ

### 第1章
出撃（モス・アイズリー）
惑星タトゥイーンでの早朝パトロール中、民家や宇宙港を攻撃している探査ドロイドとTIEボマーを発見。帝国軍戦力を全滅させ、モス・アイズリーを守ることが目的となる。
デフォルト機体:X-ウィング
補給作戦（バーケッシュ）
惑星バーケッシュにて、反乱軍の物資輸送コンボイを、補給基地からシャトル着陸地点まで護衛する任務。
デフォルト機体:X-ウィング
探索（ノナ号）
惑星コラックスのどこかの湖に同盟軍の輸送船ノナ号が墜落し、船内には人員と帝国から奪った情報が残されている。帝国軍よりも先にノナ号を発見し、脱出用シャトルが来るまで防衛。そしてシャトルが戦闘エリアから脱出するまで護衛するのが任務となる。
デフォルト機体:A-ウィング
亡命作戦（惑星コレリア）
帝国軍仕官クリックス・メイディンから、反乱軍へ亡命したいという連絡が入り、それを阻止すべく帝国軍はTIEボマーとAT-ATを投入した。ライカン将軍の居るシティタワー、クリックスの居る科学技術センターを攻撃する帝国軍を叩くことが任務となる。
デフォルト機体:スノースピーダー
解放（惑星ジェラード5）
惑星ジェラード5の帝国軍司令官が物資を奪って輸送船で逃走しようとしていた。知らせを受けた反乱軍は、輸送船を足止めするためクリックス・メイディンがY-ウイング小隊を率いて出撃。しかし、速度の遅いY-ウイングでは追尾ミサイルを避けきれない。彼らを狙うミサイル砲台と、TIEインターセプター部隊の攻撃が任務となる。
デフォルト機体:X-ウィング

### 第2章
急襲（ジェイドムーン）
惑星ジェラード5で反乱軍に亡命したケイサン・モアの情報を頼りに、地上部隊が基地の破壊に向かった。ローグ中隊はその援護を担当。施設のシールドジェネレーターや地上部隊を攻撃する帝国軍を攻撃する。
デフォルト機体:X-ウィング
撃破（帝国軍兵器工場）
ケイサン・モアによって惑星バルモラの帝国軍兵器工場の場所が明かされた。兵器工場及びそこで製造されている各種ウォーカーを破壊する任務。AT-ATが登場するが、このステージでは撃破しなくてもクリア可能。
デフォルト機体:スノースピーダー
総攻撃（惑星カイル2）
惑星カイル2に存在する帝国軍のレーダー施設、宇宙港、兵舎の破壊任務。終盤にウェッジが撃墜され、帝国軍の捕虜になってしまう。
デフォルト機体:Y-ウィング
救出劇（惑星ケセル）
惑星カイル2での作戦で捕虜となったウェッジの救出作戦。彼を処刑所まで護送しているホバートレインを停止させ、処刑される前に救出しなくてはならない。
このステージはイオンキャノンが必須装備になるため、X-ウィングのサブウェポンがイオンキャノンに変更され、デフォルト機体以外ではY-ウィングのみ出撃可能。
デフォルト機体:X-ウィング
捕虜収容所（惑星ケセル）
救助されたウェッジの情報で、他にも多数の反乱軍兵士が囚われていることが判明。クリックス・メイディンの部隊が彼らの救助に向かった。今回ローグ中隊は、クリックスの部隊の護衛として出撃する。
デフォルト機体:X-ウィング

### 第3章
空戦（タロロアン上空）
帝国軍に痛手を与えるため、惑星タロロアンの帝国軍のティバナガス貯蔵タンク全てを破壊し、現地のTIEファイター部隊に可能な限りダメージを与える攻撃任務。
ティバナガス貯蔵タンクは民間用のものも混じっており、そちらを一定数以上破壊してしまうと任務失敗となる。
デフォルト機体:A-ウィング
脱出（惑星フェスト）
惑星フェストの帝国軍基地に潜入していた反乱軍兵士がAT-PTを3機奪って脱出。しかし彼らを脱出させまいと、帝国軍のAT-ATや爆撃機が立ち塞がる。彼らを救出シャトルの着陸地点まで護衛する任務。
デフォルト機体:スノースピーダー
封鎖（惑星シャンドリラ）
惑星シャンドリラの町が帝国軍に封鎖された。町へ向かう物資輸送用ホバートレインを護衛し、町を攻撃している爆撃機とAT-STを殲滅する任務。
デフォルト機体:X-ウィング
奇襲（惑星サラスト）
惑星サラストに帝国軍基地が発見された。惑星シャンドリラでの借りを返すため、過剰とも思える防衛ラインをくぐりぬけ、火山活動をコントロールしているセントラルコンデンサーを破壊することになる。ちなみに、このステージをV-ウィングかスノースピーダーでプレイすると、最高高度の都合でセントラルコンデンサーのある高度まで上昇できないため、味方がセントラルコンデンサーを破壊するのを待つしかなくなる。
デフォルト機体:Y-ウィング
復讐（モフ・シールドン）
惑星サラストの基地は、帝国軍が惑星タイフェラを攻撃するための囮だった。ここを破壊されてしまえば医療物資の供給を絶たれてしまう。現地に攻め込んだ帝国軍を全滅させ、モフ・シールドンとの決着をつけなくてはならない。
デフォルト機体:X-ウィング

### 第4章
決戦（惑星カラマリ）
このステージはこれまでと時系列が違い、第2デス・スター破壊から6年後を描いたスピンオフコミックス『ダークエンパイア』をモチーフとしている。元となったコミックスではルークがローグ中隊を離れているため、プレイヤーもルークではなくウェッジを操作している。
エンドアの戦いで大きな活躍をしたカラマリ族の母星が帝国の新兵器「ワールド・デヴァステーター」の攻撃を受けた。ローグ中隊より先に彼らに攻撃を加えていた部隊は、ローグ中隊が来るころには全滅していた。ワールド・デヴァステーターとTIE/D無人戦闘機を全て撃破しなくてはならない。
デフォルト機体:V-ウィング

### 隠しステージ
激争（ベガース峡谷）
ベガース峡谷でウェッジ、ゼヴ、ダクとのレースを行う。一度でも墜落したり、競争相手を撃墜してしまうと任務失敗になる。
デフォルト機体:T-16スカイホッパー
破壊（デス・スター）
映画『新たなる希望』で描写されたヤヴィンの戦いを模したステージ。反乱軍基地のある惑星ヤヴィン4にデス・スターが迫る。ヤヴィン4が破壊される前になんとしてもデス・スターを破壊しなくてはならない。隠しステージで唯一、デフォルト機体以外の機体が使用可能だが、それもナブーN-1スターファイターのみ。
デフォルト機体:X-ウィング
激戦（惑星ホス）
映画『帝国の逆襲』で描写されたホスの戦いを模したステージ。反乱軍基地のシールドジェネレーターに帝国軍が攻勢を仕掛ける。脱出のための時間を稼ぐため、帝国軍を攻撃する。
デフォルト機体:スノースピーダー
なお、金メダルを全て入手（隠しステージも含めて）すると、出撃機体の制限がなくなるが、AT-ATの登場するステージではスノースピーダーでしか出撃できないなど、例外扱いのステージも存在する。

## 舞台となる惑星

### タロロアン
タロロアンは第3章空戦ステージに登場する惑星。拡張領域の、Kelavine宙域に含まれている。惑星ベスピンと非常によく似た環境であり、ティバナガスの産出も行っている。ステージ中のBGMも『エピソード5 帝国の逆襲』の惑星ベスピンで使用されたものと同じものが使用されている。当時は帝国軍のモフ・シールドンによってプラントが占領されていたが、ローグ中隊は、これを駆逐し、タロロアンを解放することに成功する。ゲーム中では、ルーク・スカイウォーカー、ウェッジ・アンティリーズ、ゼヴ・セネスカ、ケイサン・モアらがここでの任務に当たることになる。帝国軍所有のティバナガス貯蔵タンクを破壊するのが任務内容であるが、味方のガス貯蔵タンクもあるため、誤射には気をつけねばならない。なお、このステージは激しい高低差があるため、スノースピーダーとV-ウイングは使用できない。